# Pendeltåg Stockholm
Pendeltåg (česky přeložitelné jako Kyvadlový vlak) je systém rychlé příměstské železnice ve švédském hlavním městě Stockholm a krajích Södermanland, Stockholm a Uppsala. Společně s metrem tvoří základ městské hromadné dopravy. V roce 2024 je v provozu 7 linek a 54 stanic. Síť je integrována do místního dopravního systému Storstockholms Lokaltrafik (SL), provozovatelem systému je společnost SJ Stockholmståg. V roce 2019 systém využilo 120 milionů cestujících.

## Historie
Železniční doprava je ve Stockholmu a blízkém okolí provozována od konce 19. století. Státní železniční dopravce Statens Järnvägar (SJ) ji provozoval do 60. let 20. století, kdy příměstská železnice přešla pod správu dopravního systému AB Storstockholms Lokaltrafik (SL). Během následujících let došlo k zavedení linkového provozu ve stylu německých systémů S-Bahn, modernizaci stanic a pořízení nových vlakových souprav. Systém byl nejprve označen jako SL příměstský vlak, později SL místní vlak. Označení Pendeltåg se oficiálně používá od 80. let 20. století.
První linka pravidelné příměstské dopravy jezdila po trase Södertälje Södra – Stockholm C – Kungsängen. Od roku 1969 byla přesměrována do Märsty a doplněna o druhou linku Stockholm C – Kungsängen. V roce 1973 byla tato linka prodloužena do Västerhaninge a došlo také k zavedení přípojných vlaků z Västerhaninge do přístavního města Nynäshamn.
Příměstské vlaky zpočátku jezdily po stejných kolejích, které využívaly i nákladní a dálkové vlaky. Problémy s nedostatečnou kapacitou tratí si vynutily postupné rozšiřování dvoukolejných tratí na čtyřkolejné. První takový úsek byl otevřen v roce 1972 mezi stanicí Älvsjö a mostem Årsta. Další rozšiřování tratí proběhlo v letech 1986 až 1996. Ve stejné době také došlo k přestavbě původní jednokolejné trati Älvsjö – Hemfosa na dvoukolejnou. Mezi stanicemi Hemfosa a Nynäshamn byla jednokolejná trať ponechána, došlo však k vybudování několika výhyben.
V únoru 1988 byla otevřena stanice Flemingsberg a v září 1995 Södertälje syd na trati mezi Södertälje a Gnestou. V úseku Kungsängen – Bålsta byl provoz slavnostně zahájen v roce 2001. V letech 2006 a 2008 byly uvedeny do provozu stanice Årstaberg a Gröndalsviken (nahradila původní stanici Nynäs Havsbad). Od 9. prosince 2012 je v provozu linka Älvsjö – Stockholm C  – Letiště Arlanda  – Uppsala. 
Od 10. července 2017 využívají vlaky pendeltåg Citybanan (česky Městskou dráhu) nový dvoukolejný železniční tunel pod centrem Stockholmu, který umožnil úplné oddělení příměstské a dálkové dopravy. Součástí projektu byla výstavba dvou nových stanic: Stockholm City (v blízkosti hlavního nádraží Stockholm C) a Stockholm Odenplan, která nahradila původní stanici Karlberg a kde je možné přestoupit na zelenou linku metra. Projekt stál 16 miliard švédských korun a vynutil si ukončení provozu starších souprav X10 v době, kdy ještě nebyly k dispozici všechny nové vlaky X60.
Dne 9. června 2021 bylo rozhodnuto o zrušení vlakvedoucích a jejich nahrazení kamerovým systémem. Toto rozhodnutí se setkalo s protesty odborového svazu SEKO, který se obával zvýšení pracovní zátěže strojvedoucích. Spory vedly až ke stávce, která probíhala od 17. do 19. dubna 2023. Rozhodnutí o zrušení vlakvedoucích se však odborářům ani zaměstnancům příměstské dopravy zvrátit nepodařilo.

## Vozový park
První soupravy pendeltåg s označením X1, které vyráběly společnosti Asea a ASJ, byly uvedeny do provozu 12. května 1968. V roce 1983 zahájily provoz modernější jednotky X10 od výrobců Asea a ABB. Oba typy bylo možné díky vzájemné kompatibilitě provozovat v soupravách. Od roku 2005 jsou provozovány jednotky Alstom Coradia Nordic s místním označením X60. Jednotky X60 jezdí buď samostatně, nebo ve dvojicích. Zdvojená souprava měří 214 metrů a pojme až 1 800 cestujících, z toho 750 sedících. Nejvyšší rychlost je 160 km/h, průměrná rychlost 60 km/h.
V letech 2002 až 2005 bylo kvůli nedostatku vozidel z Německa zapůjčeno 15 elektrických jednotek řady 420. Před zařazením do provozu jednotky obdržely zesílená čelní skla, modré lakování a švédský systém automatického vedení vlaku.
Všechny vlakové soupravy jsou ve vlastnictví organizátora dopravy Storstockholms Lokaltrafik (SL), který je pronajímá železničním dopravcům. V letech 1967 až 2000 je provozoval státní dopravce Statens Järnvägar (SJ). Společnost Citypendeln byla dopravcem do roku 2006, Stockholmståg do roku 2016. Dopravce MTR Pendeltågen vlaky provozoval do 3. března 2024, kdy provoz opět převzal, tentokrát prostřednictvím dceřiné firmy SJ Stockholmståg, státní dopravce SJ AB.

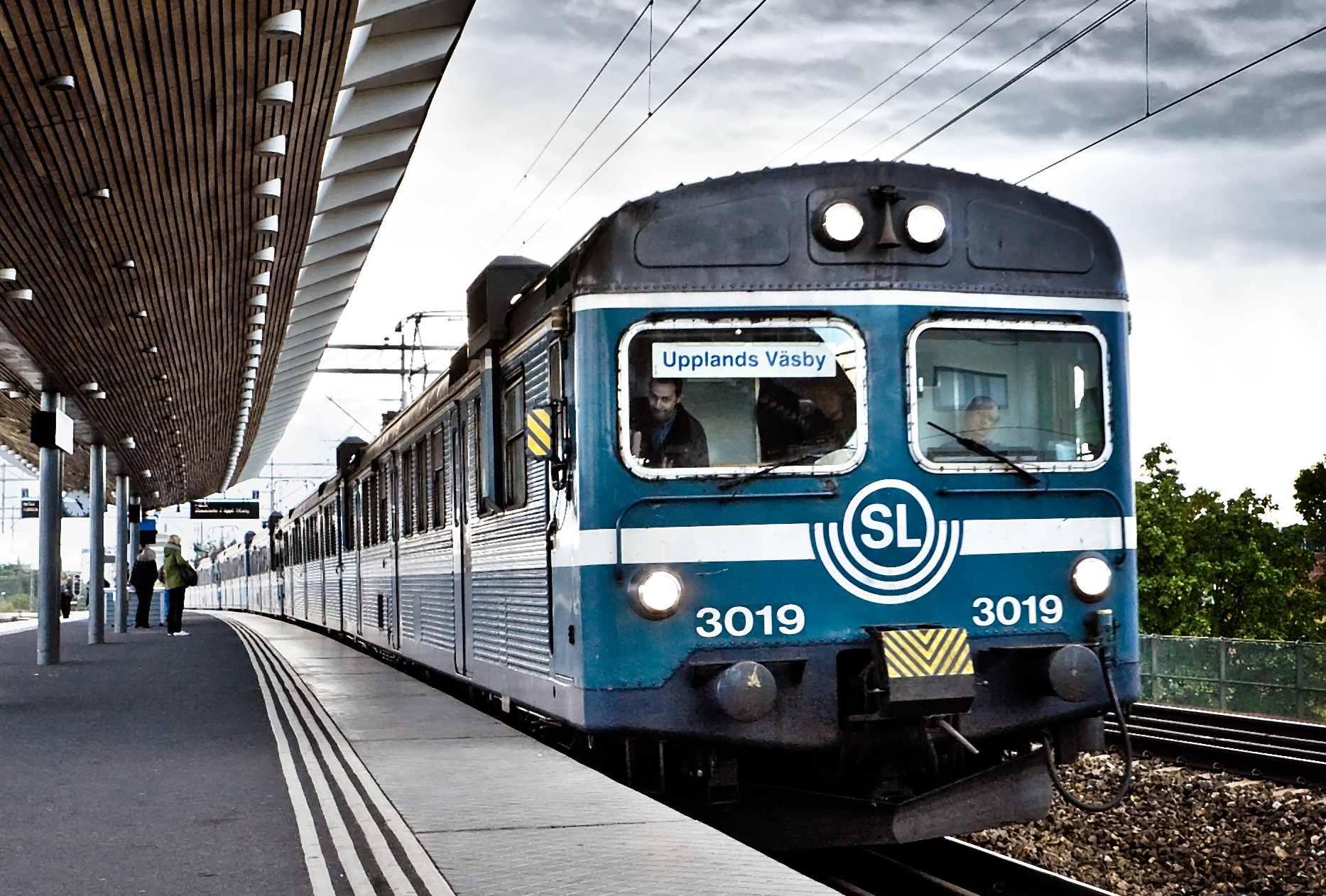
Jednotka řady X1 ve stanici Årstaberg
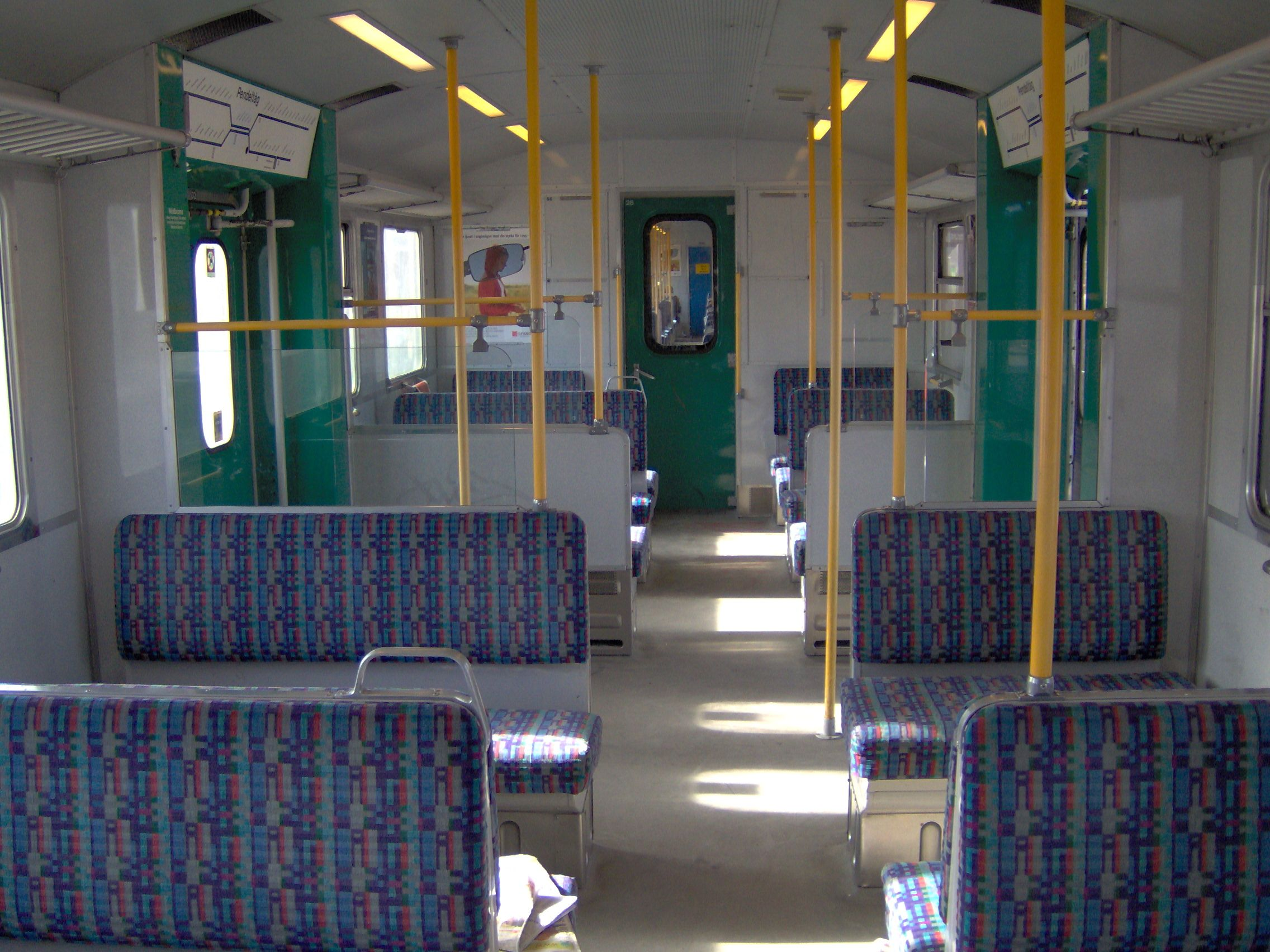
Interiér jednotky řady X1
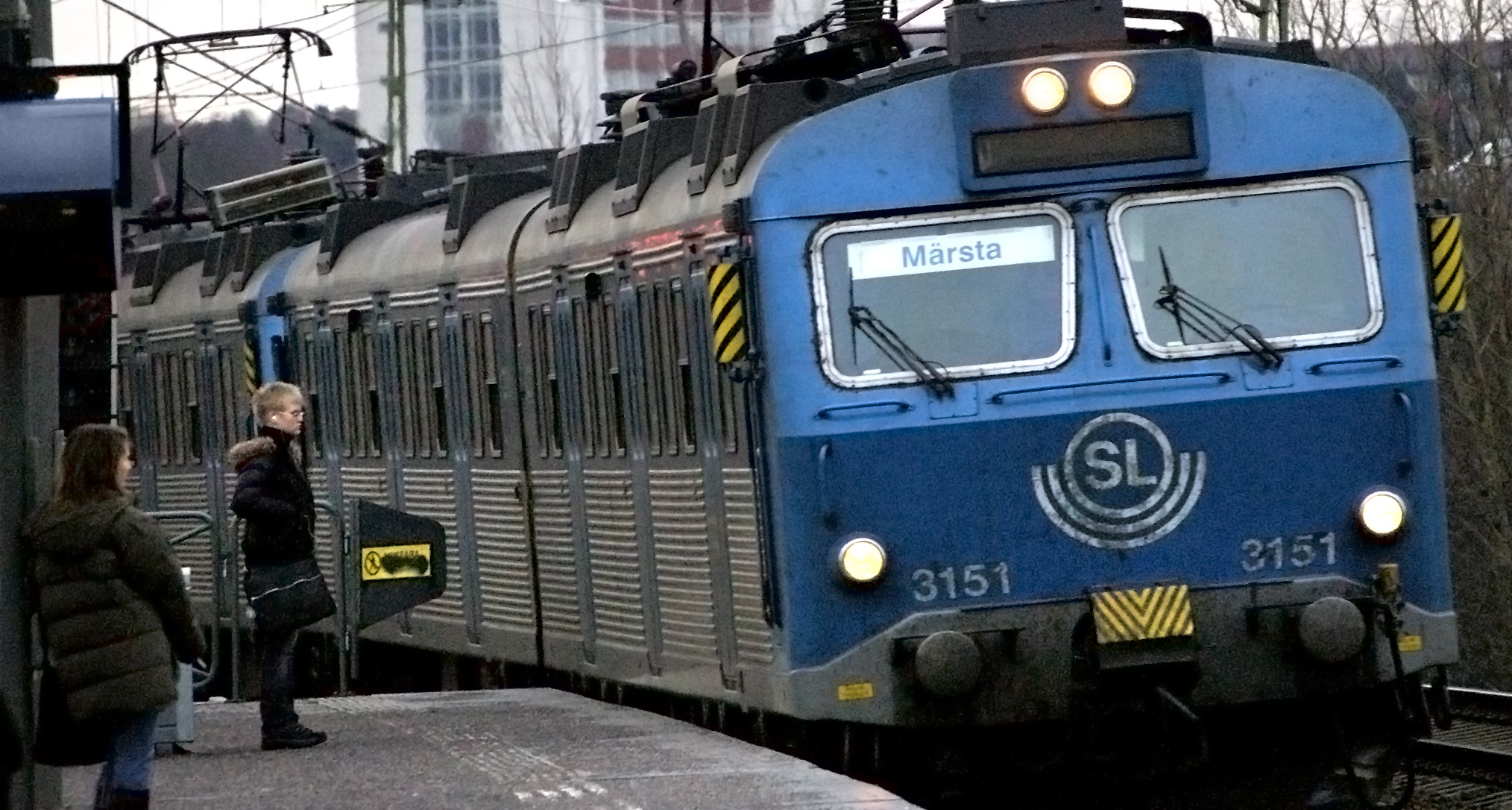
X10 přijíždí do stanice Årstaberg
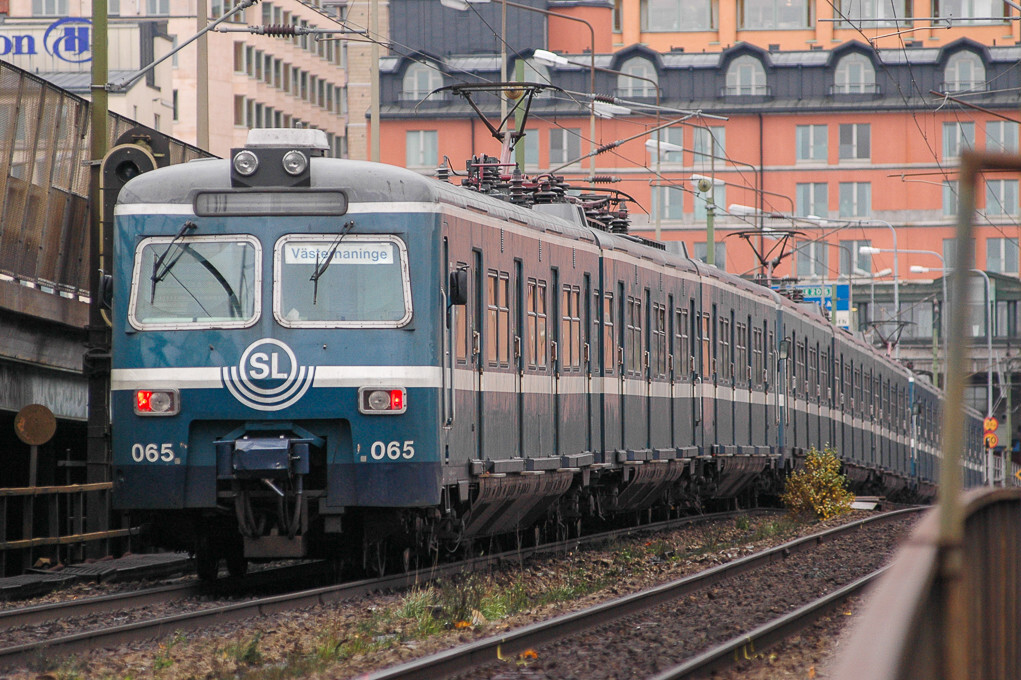
Německá jednotka řady X420 na mostě v centru Stockholmu
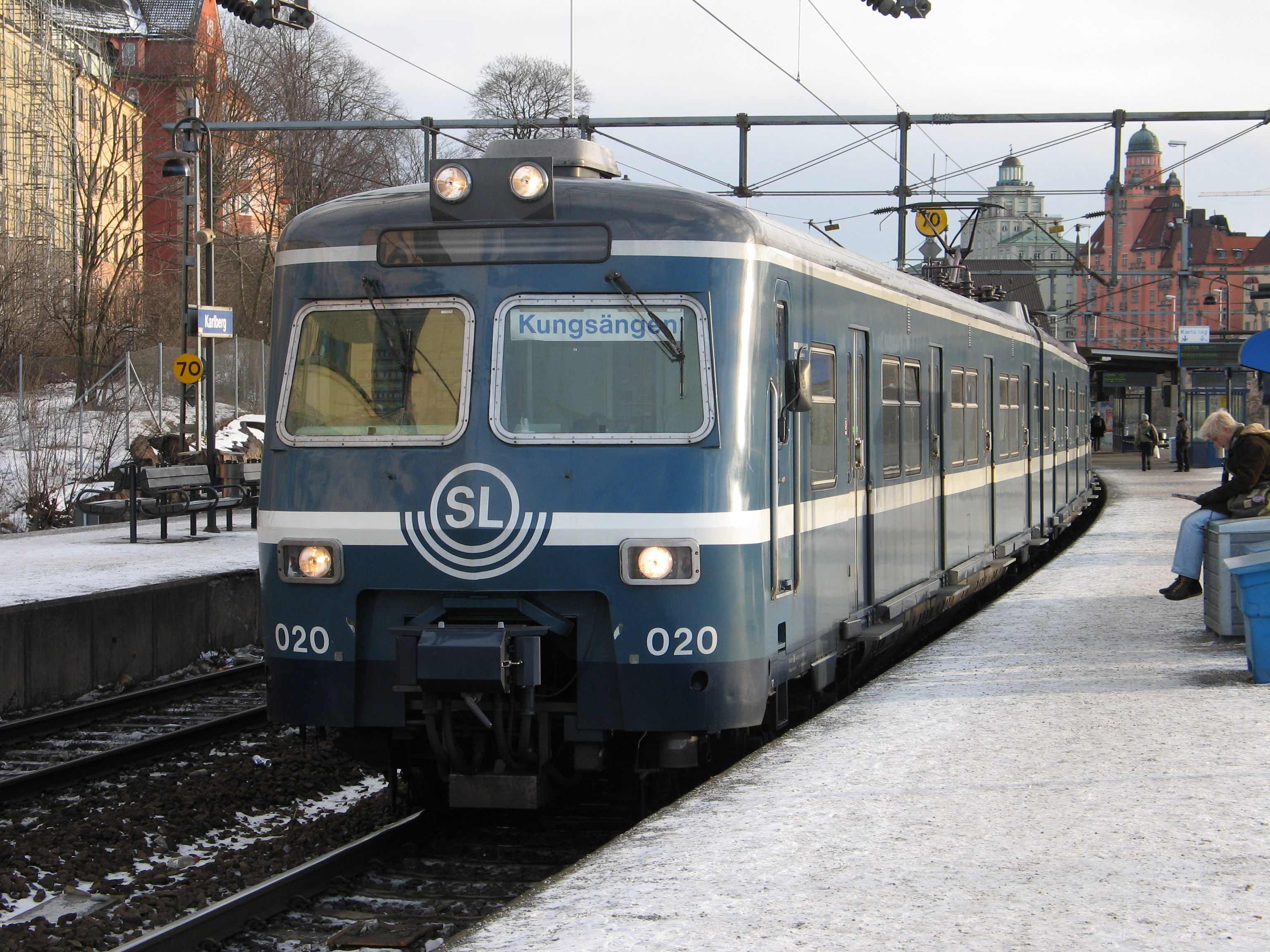
X420 ve stanici Karlberg
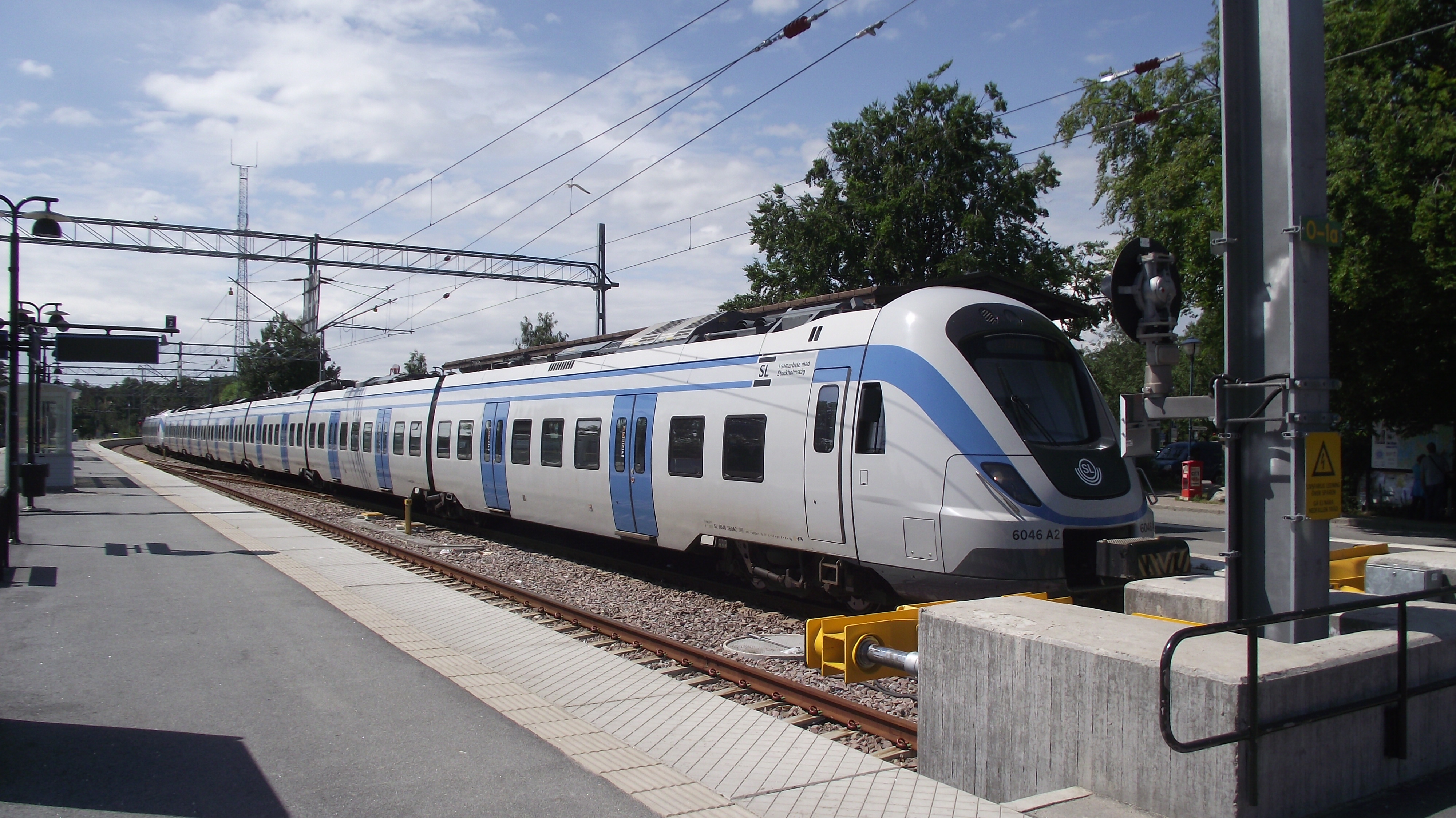
Jednotka X60 ve stanici Nynäshamn
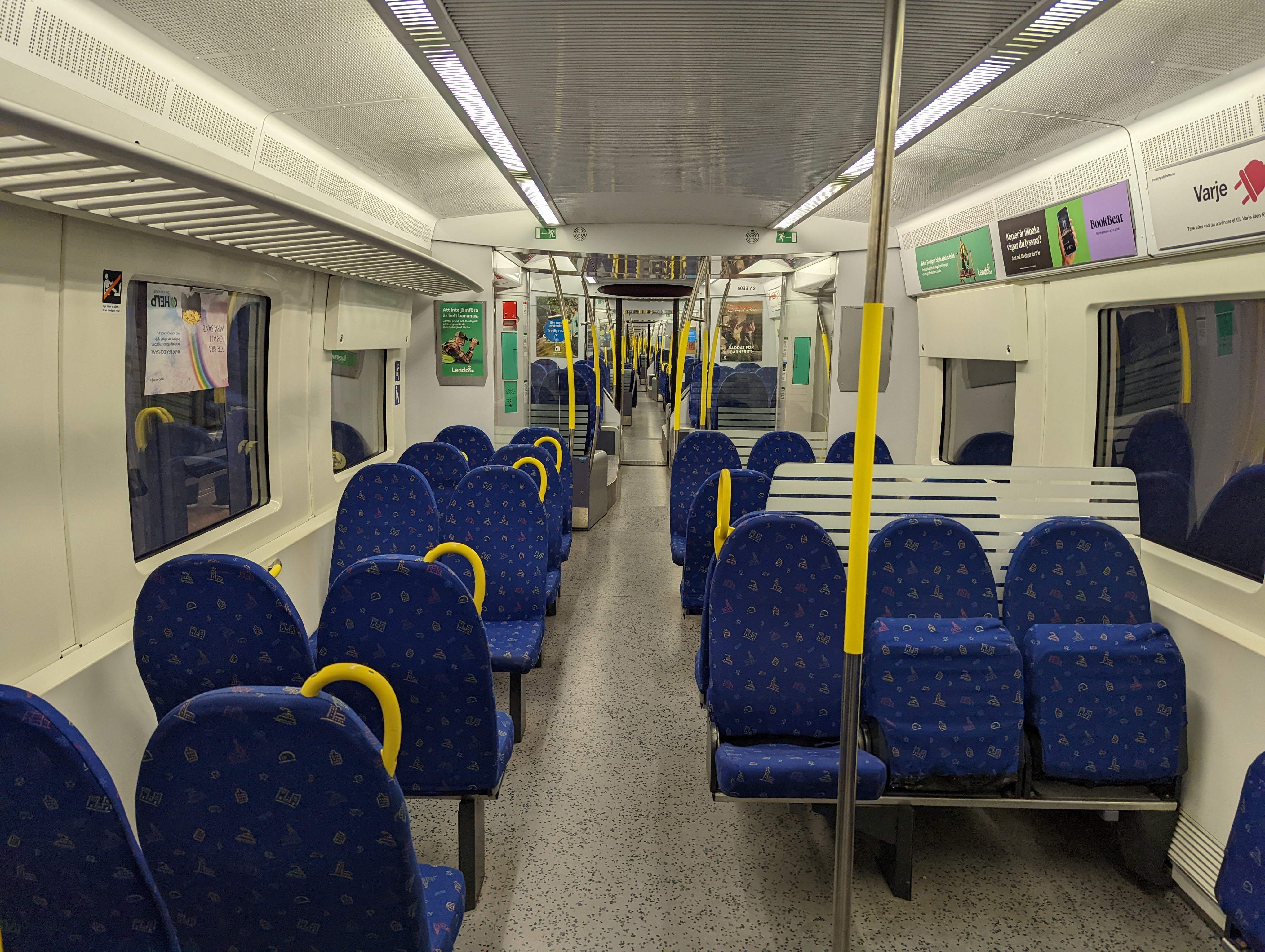
Interiér jednotky X60

## Provoz
Příměstské vlaky jezdí každý den od páté hodiny ráno do jedné hodiny v noci. Na hlavních tratích Märsta – Södertälje centrum a Kungsängen – Västerhaninge jezdí vlaky přes den každých 15 minut. Půlhodinové intervaly jsou na tratích Bålsta – Kungsängen, Västerhaninge – Nynäshamn a Upplands Väsby – Uppsala. V dopravních špičkách jezdí posilové vlaky, které zkracují na vybraných úsecích interval na 7,5 minuty. Na společném úseku mezi Odenplanem a Älvsjö jezdí vlaky v každém směru každé 4 minuty.
Vlaky jezdí bez průvodčích, kontrolu jízdenek náhodně provádí revizoři. Cestující je povinen si jízdenku zakoupit a aktivovat před nástupem do vlaku.

## Linkové vedení
| Linka | Trasa                                           | Jízdní doba | Počet stanic |
| ----- | ----------------------------------------------- | ----------- | ------------ |
| 40    | Uppsala C – Stockholm City – Södertälje centrum | 101 min     | 25           |
| 41    | Märsta – Stockholm City – Södertälje centrum    | 84 min      | 24           |
| 42X   | Märsta – Stockholm City – Nynäshamn             | 87 min      | 21           |
| 43    | Bålsta – Stockholm City – Nynäshamn             | 105 min     | 29           |
| 43X   | Kallhäll – Stockholm City – Nynäshamn           | 82 min      | 21           |
| 44    | Bro – Stockholm City – Tumba                    | 61 min      | 17           |
| 48    | Södertälje centrum – Järna – Gnesta             | 24 min      | 6            |

## Stanice
V síti Pendeltåg je 54 stanic a naprostá většina z nich má ostrovní nástupiště a jeden nebo dva vstupy. Významné stanice a přestupní uzly mají více nástupišť (například Ålvsjö nebo Stockholm City). Turnikety jsou nainstalovány ve většině stanic, výjimku tvoří úseky Södertälje syd – Gnesta, Västerhaninge – Nynäshamn a Arlanda – Uppsala C.
V osmi stanicích je možné přestupovat mezi spoji Pendeltåg a regionálními vlaky, na metro je možné přestoupit v šesti stanicích. Nástupiště ve většině stanic umožňují bezbariérový nástup do vlaku. Výjimkou jsou ty stanice, kde stejné nástupiště využívají také regionální nebo dálkové vlaky (Arlanda, Knivsta).